# Bertrand Badré
Bertrand Badré (Versailles, 10 maggio 1968) è un imprenditore francese.
È figlio di Denis Badré, senatore di Hauts-de-Seine fino al 2011 e sindaco di Ville d'Avray.
Bertrand Badré è CEO e fondatore di BlueOrange Capital, un fondo di investimento che si concentra su investimenti in linea con gli Obiettivi di sviluppo sostenibile (SDG) con rendimenti finanziari in linea con quelli di mercato.
In precedenza, Badré ha ricoperto il ruolo di amministratore delegato e direttore finanziario del Gruppo della Banca Mondiale. Badré ha inoltre ricoperto posizioni chiave presso Société générale, Crédit Agricole e Lazard, ed è stato consulente della squadra diplomatica dell'ex presidente francese Jacques Chirac. 
Il suo libro più recente, "Money Honnie, si la finance sauvait le monde?", esplora l'esperienza di Badré durante la crisi finanziaria e come possiamo riavviare il sistema.
Badré ha conseguito un master in storia alla Sorbona, dopo essersi laureato alla scuola di commercio HEC Paris nel 1989. Ha inoltre frequentato l'ENA (École nationale d'administration) e Sciences Po.